# 陈胜
陈胜（？—前208年），字涉，秦朝阳城（在今河南省商水县）人。秦末民變领袖。因秦法嚴苛，與吴广带领約九百名戍卒發動大泽乡起义，首先抗秦，在其敗退時遭車夫莊賈刺殺而死，諡號楚隐王。

## 生平
陈胜早年窮困，出身為农家的雇工，胸有大志，曾因說「如果我們之中有誰富貴了，不要忘記今天的伙計們」而遭嘲笑，自叹：「唉，燕子、麻雀這些小鳥，怎能知道鴻雁的志向呢！」
秦二世元年（前209年）七月陈胜和吴广為屯長（小軍官），隨著兩名秦的「尉」官，带领九百名戍卒前往渔阳（今日北京密云西南）戍边，遇雨误期。按法令，误期者当斩首。于是陈、吳二人討論，「现在逃亡也是死， 作大事也是死，同样是死，死於国家大事也可以罷？」，喊出「王侯將相，寧有种乎？」藉以激勵戍卒，並以為號召，在蕲县大澤鄉（安徽宿州东南的刘村集）起义，殺掉兩名秦尉，“斬木為兵，揭竿為旗”，并以扶苏和项燕的名义号召民众。陈胜自称将军，而吴广自称都尉。
陈胜起兵后，收集大泽乡的军队，攻打蕲县。蕲县攻克后，便派葛婴率兵攻取蕲县以东的地方，攻占铚、酂、苦、柘、谯等地。陈胜所部进攻沿途不断发展壮大，到陈县时已拥有兵车六七百辆，骑兵一千余，步卒上万。随后农民军对陈县发起进攻，但没有攻占，直到陈县的守丞（郡守、縣令的佐官）死後，才占领了那里。
占领陈县（今河南淮阳）后，当地的三老與豪強认为陈胜论功劳应该称王，陈勝就此征求陈馀、张耳的看法，二人认为陈胜不应称王，应迅速向西进军，拥立六国君王的後裔，为秦朝大量树敌。同时二人还警告陈胜，如果现在就称王，则天下诸侯恐怕不会相从。陈勝没听从他们的意见。于是陈胜称王，国号为“楚”或“张楚”（取“张大楚国”之意）。
陈胜称王之後，他早年的同伴来看望他說：「家具真多啊！陳涉稱王，居然住了這樣大的房子？」 這個来客在宫中随便走動，常常跟人讲陈胜过去的逸聞。有人对陈胜说此人有损陈胜的威严，陈胜便杀死了来客。从此以後，陈胜的旧交都纷纷自行离去。另外，陈胜称王之后，他的岳父和妻兄都前去投靠。陈胜以對待普通宾客的礼节对待他们。岳父愤怒地说：“自以為很強大就怠慢长者，沒辦法囂張多久！”于是不告而别。陈胜又任用朱房为“中正”，胡武为“司过”，考核百官。诸将领作战结束回都后，让朱胡二人不满的，都关入监狱，以苛刻地寻求群臣的过失作为对陈胜的忠心。凡是他俩不喜欢的人，一旦有错，就擅自予以惩治，而不是交给负责司法的官吏去审理，陈胜却很信任他们。
陳勝任命吳廣为“假王”，率重兵進攻滎陽（今河南滎陽東北古滎鎮），又命令武臣、张耳、陈馀进攻赵国故地、邓宗进攻九江郡、周巿进攻魏国故地。又以周文（周章）為將軍，率部由陳縣出發西擊秦，攻破函谷關。再以數十萬兵進抵關中戲地（今陝西臨潼境），逼近咸陽。陈胜派出周章后，认为秦政府混乱，有轻视秦政府的意思，不再设立防备。博士孔鲋劝谏陈胜注重防备，被陈胜拒绝。秦朝少府章邯率領幾十萬在驪山修墓的刑徒，武装起来迎擊周文軍。周文因為孤軍深入，吃了敗仗，退出函谷關，駐紮曹陽（今河南靈寶縣東），等待救援不至。三個月後，退到澠池，周文自刭。
滎陽城池堅固，在三川郡郡守李由的坚守下久攻不下，陈胜征召国内“豪杰”商议办法，任命房君蔡赐为上柱国。章邯兵鋒漸近，吳廣卻堅守、不理會，部將田臧認為應該與章邯決鬥，於是刺殺了吳廣，奪得兵權，陈胜只能承认既成事实，委任田臧为令尹。吳廣死後，軍心渙散。秦大將章邯率軍攻來，田臧率精兵西进至敖仓迎战，兵敗被殺。随后，章邯军又接连击破陈胜所属鄧說、伍逢部，鄧說逃跑，被陈胜诛杀。
前209年12月，章邯率軍進攻陳地（今河南淮阳），上柱国蔡赐战死。章邯又进兵进攻陈地以西张贺部，陈胜亲自迎战，但仍然失败。腊月，陈胜敗退至下城父（今安徽渦陽東南），车夫庄贾杀害陈胜，随即投降秦軍。陳勝自起兵稱王到最後被殺，總共有六個月。陈胜部将吕臣率苍头军兩度收復陳縣，殺庄賈，葬陈胜于芒砀山，追諡“隱王”。

## 評價
- 陈胜乃亡秦第一人，賈誼《過秦論》說：“一夫作難而七廟隳，身死人手，為天下笑者，何也？”一夫即是指陳勝。漢高祖时为陈涉置守冢30家，按时犧牲血食祭祀，直到王莽败落后断绝[28][29]。《史记》中被归入世家类，与孔子齐平，评价之高可见一斑。
- 郭嵩焘評說：“案陈涉首事仅一攻蕲下陈，而所遣诸将武臣则自立为赵王，韩广则自立为燕王，周巿则立魏咎为魏王，葛婴则立襄彊为楚王，秦嘉又立景驹为楚王，其自立者，齐王田儋而已，馀皆陈涉所遣将也。陈涉起未久，事迹无可纪者，而楚、汉相争大局并由陈涉发端，史公叙汉世家，首陈涉以此。”[30]

## 延伸閱讀
[在维基数据编辑]
 《史記/卷048》，出自司馬遷《史記》
 《漢書·卷031》，出自班固《漢書》